# Xã Loudon, Quận Carroll, Ohio
Xã Loudon (tiếng Anh: Loudon Township) là một xã thuộc quận Carroll, tiểu bang Ohio, Hoa Kỳ. Năm 2010, dân số của xã này là 1.009 người.